# Фридрих Вилхелм фон Зайдлиц
Фридрих Вилхелм фон Зайдлиц (Friedrich Wilhelm Freiherr von Seydlitz) (3 февруари 1721 – 8 ноември 1773) е знаменит пруски генерал от епохата на Фридрих II. Той има заслуги за развитието на кавалерията в кралство Прусия, както и ключово участие в няколко решителни битки – при Росбах, Лойтен, Кунерсдорф. Раняван няколкократно. Известен с дарбата си на военачалник и с неповторимия си кураж.

## Ранни години
Роден е в град Калкар, на територията на херцегство Клев, в семейството на майор от кавалерията. Баща му умира през 1728 г., оставяйки семейството си на грижите на майката в крайна нищета. На 13 години става паж при един представител на династията Хоенцолерн, която управлява Прусия. Там се учи за язди и скоро показва качествата си на войник. Когато през 1740 г. започва Войната за австрийското наследство, той се включва като корнет в един хусарски полк. През май 1742 г. е пленен от австрийците в битката при Хотузиц, но съгласно обичайната практика бързо е разменен и се връща на поста си.

## Военна кариера
По това време Фридрих ІІ разполага с най-добрата пехота в Европа, но конницата му има много недостатъци. Той търси начини да я усъвършенства и благодарение на това Зайдлиц бива забелязан. През 1752 г. той става полковник, а на следващата година кралят му поверява командването на 8-ми хусарски полк. Много скоро полкът става пример за дисциплина и способност да изпълнява тактически задачи. Цялата кавалерия бива реорганизирана по този модел и в началото на Седемгодишната война се изравнява по качествата си с пехотата. Това се вижда например в битката при Прага (6 май 1757), когато именно Зайдлиц осъществява пробива в австрийските редици. Месец и половина по-късно, въпреки унизителното поражение на прусаците при Колин, Задлиц е изигнат в чин генерал. Поверено му е командването на цялата пруска кавалерия.
Битката при Колин поставя Прусия в тежко положение и Фридрих се нуждае от внушителни победи, за да отхвърли опасността от пълен разгром. Именно в кампанията от края на 1757 г. (битките при Росбах и Лойтен) Зайдлиц показва в най-голяма степен таланта си на военачалник. При Росбах французите се опитват да заобиколят пруската армия откъм левия ѝ фланг. Фридрих разбира, че ако разбие тази обхождаща част, ще ги обезкуражи достатъчно, за да прекратят битката. Именно Зайдлиц поема тази задача. Първоначално по тях започват да гърмят оръдията от скритата батарея на генерал Молер. Когато в редиците им настъпва объркване, пруската кавалерия напада в целия си състав от 38 ескадрона. Оцелелите французи се оттеглят и не подновяват нападението, а Задлиц е тежко ранен.
Той има принос за внушителната победа при Лойтен на 5 декември и спасява с решителните си действия армията си в битката при Цорндорф срещу руснаците (25 август 1758). По-късно, при Хохкирх (голямо пруско поражение), генералът е един от тези, които осигуряват възможност за отстъпление. Така са спасени две трети от войниците на Фридрих ІІ. На 12 август 1759 г. в нова битка с руснаците и австрийците при Кунерсдорф пруската армия в началото постига сериозен успех. Кралят дори смята, че е победил и пише радостно писмо до Берлин. Зайдлиц обаче трезво преценява, че противниците им не са разбити и имат възможност за контраатака. Той предлага да се организират бързо отбранителни линии. За съжаление е късно, защото настъплението на съюзниците идва бързо и вихрено. Битката завършва с пълен разгром на Фридрих и с реалната заплаха за унищожение на Прусия.
В тази битка Зайдлиц е тежко ранен и се оттегля за продължително лечение в столицата. През 1761 г. той е там, докато австро-руските сили за кратко я окупират. Едва през 1762 г. се връща на бойното поле за заключителните сражения от войната. Само внезапната смърт на руската императрица Елисавета (януари 1762) и възцаряването на Петър ІІІ – почитател на пруския крал – спасяват Фридрих ІІ от тотален разгром.

## След Седемгодишната война
След мира в Хубертусбург (февруари 1763) Зайдлиц е назначен за генерален инспектор на кавалерийските части в Силезия. През 1767 г. е повишен в чин, но отношениеята му с Фридрих се влошават. Доколкото е известно, преди смъртта му двамата успяват да се помирят. През август 1761 г. се жени за Сузана Хаке, дъщеря на друг пруски генерал Ханс Кристоф Фридрих фон Хаке, но животът им не е щастлив. Причината е в сифилиса, от който той страда. Има една или две дъщери (броят се разминава при различните биографи). В последните си месеци се разболява тежко. Получава апоплектичен удар, често ходи на минерални бани в Карлсбад. Умира силно парализиран в град Олау, в Силезия.

## Почит
Името на Задлиц е записано върху постамента на конната статуя на Фридрих Велики, издигната през ХІХ в. в Берлин. Там има и негова скулптура като един от четиримата най-заслужили пруски командири от тази епоха. В германската столица има и друг негов паметник – самостоятелна бронзова фигура на Цитенплац, дело на Антон Лулвес от Хамбург. Два германски бойни кораба са наречени на негово име: линеен крайцер от 1912 г. и тежък крайцер от 1939 г.